# Pantanal
Pantanal (z portugalského slova pântano – bažina, močál, třasovisko apod.) je rozsáhlá močálovitá krajina na jihozápadě Brazílie, zasahující také na území Bolívie a Paraguaye. Přesné hranice nejsou definovány, rozloha oblasti se uvádí mezi sto padesáti a dvěma sty tisíci čtverečními kilometry, což z Pantanalu činí největší mokřad světa. Na západě hraničí s Gran Chacem a na severu a východě s Cerradem. Nejvýznamnější řeky v regionu Pantanal jsou Paraguay a Cuiabá.
V období dešťů bývá zaplaveno okolo čtyř pětin rozlohy Pantanalu, sloupec vody dosahuje až pěti metrů. Oblast je útočištěm vzácných zvířat, jako je kapybara, tapír jihoamerický, vydra obrovská (Pteronura brasiliensis), anakonda nebo kajman. Ramsarská úmluva vyhlásila v roce 1993 Pantanal za lokalitu mezinárodního významu.
Jeho relativně malá část (187 818 ha, což představuje zhruba jen 1,3% rozlohy regionu) byla v roce 2000 zapsána na seznam světového přírodního dědictví UNESCO. Jedná se o brazilský národní park Pantanal Matogrossense a přilehlé soukromé rezervace Dorochê a Acurizal e Penha.
V září 2020 oblast postihl zničující požár, který zničil téměř třetinu rozlohy mokřadu.